# Pierre Bourdelot
Pierre Michon Bourdelot (Sens, 2 de fevereiro de 1610 – 9 de fevereiro de 1685) foi um médico, anatomista e libertino francês.

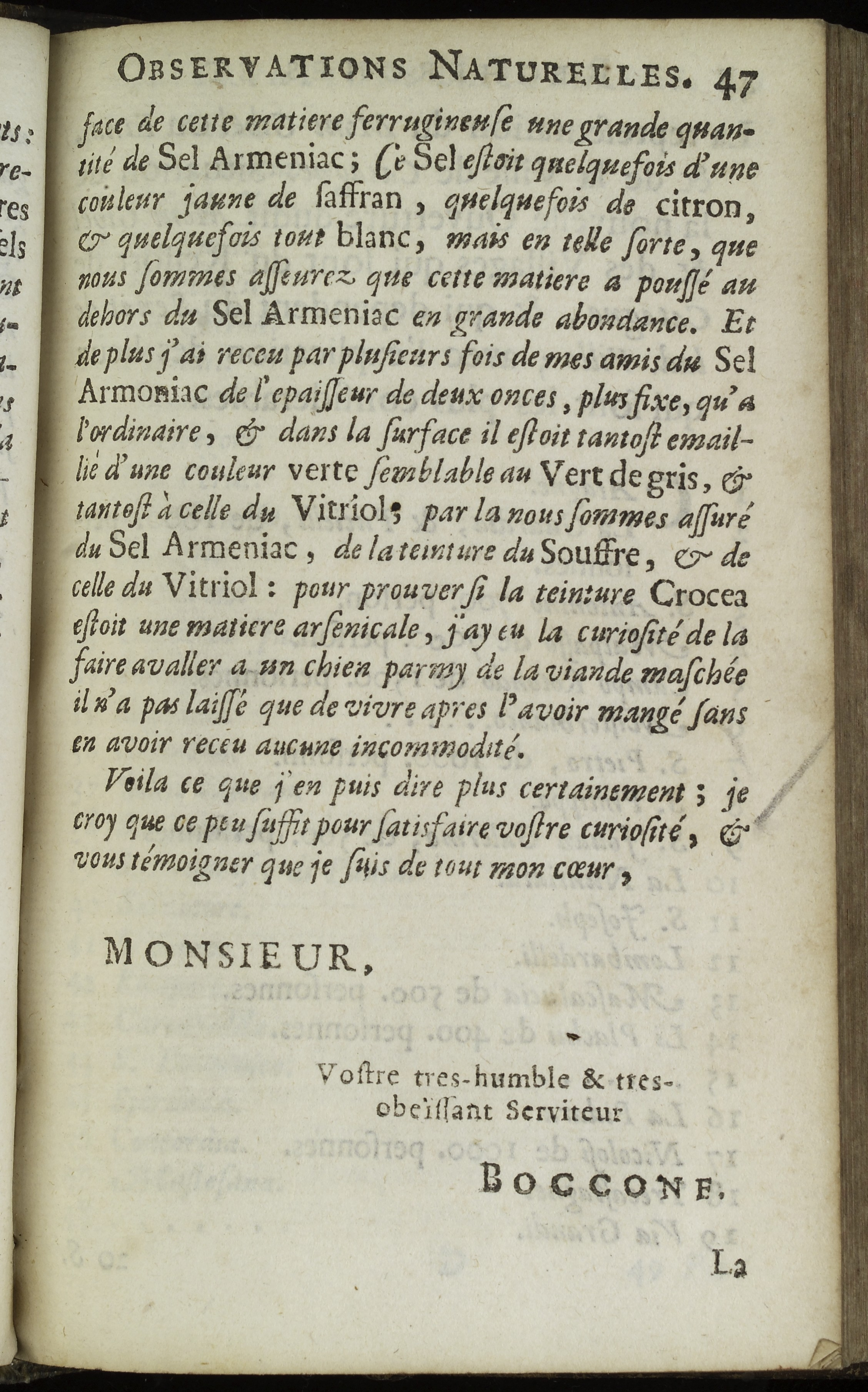
Texto de "Septieme Lettre a Monsieur L'abbe Bourdelot, Seignor de Conde et S. Leger, a Chantilly. Touchant l'embrazement du Mont-Etna (Letter concerning an eruption of Mount Etna)" por Paolo Boccone publicado em Recherches et observations naturelles de Monsieur Boccone

## Vida e formação
Bourdelot estudou na Universidade de Paris (1629) e viajou em 1634 para Roma em companhia do conde François de Noailles. Em 1638 retornou para a França, sendo apontado como médico particular da família Condé. Em 1640 fundou a Académie Bourdelot, um grupo de discussão de cientistas, filósofos e escritores que reunia-se duas vezes por mês. Quando seu tio morreu herdou diversos livros e manuscritos. Quando Luís, Grande Condé foi capturado pelo Cardeal Mazarin durante a Fronda, abandonou seu local de residência; em 1652 estava em Estocolmo.
Magnus Gabriel De la Gardie e Maria Leonor de Brandemburgo mostraram admiração por sua memória e comportamento, e Bourdelot retornou para a França em 1653.

## Publicações selecionadas
- 1671 : Recherches et observations sur les vipères, faites par Mr Bourdelot, répondant à une lettre qu'il a receue de Mr Redi[4] (C. Barbin, Paris).
- 1672 : Conversations de l'Académie de monsieur l'abbé Bourdelot, contenant diverses recherches, observations, expériences et raisonnements de physique, médecine, chymie et mathématique, le tout recueilly par le Sr Le Gallois ; et le parallèle de la physique d'Aristote et de celle de Mons. Descartes, leu dans ladite Académie (T. Moette, Paris)
- 1715: Histoire de la musique et de ses effects… (Paris, 1715); published by his nephews.[5]